# Diplophos rebainsi
Diplophos rebainsi is een straalvinnige vissensoort uit de familie van borstelmondvissen (Gonostomatidae). De wetenschappelijke naam van de soort is voor het eerst geldig gepubliceerd in 1972 door Krefft & Parin.